# Welsh Open 2010
Welsh Open 2010 – czwarty turniej rankingowy sezonu snookerowego 2009/2010. Sponsorem tego turnieju po raz pierwszy w historii był serwis internetowy Totesport.com. W dniach 25 – 31 stycznia 2010 roku zawody rozgrywano w hali widowiskowej Newport Centre w Newport. Obrońcą tytułu mistrzowskiego był Allister Carter.
Mecze kwalifikacyjne zostały rozegrane w dniach 19 – 22 stycznia 2010 w Prestatynie. Ze względów marketingowych mecz kwalifikacyjny Matthew Stevensa odbył się w Newport, pierwszego dnia turnieju.
Zwycięzcą turnieju został Szkot John Higgins, który w finale pokonał obrońcę tytułu Anglika Allistera Cartera 9-4. Dla Higginsa było to drugie zwycięstwo w Welsh Open (poprzedni raz zwyciężył 10 lat wcześniej – w 2000 roku), a zarazem 21. zwycięstwo w turnieju rankingowym w karierze. Na drodze do finału Higgins w półfinale pokonał Ronnie O’Sullivana 6-4. Zwycięstwo w turnieju Szkot zapewnił sobie dzięki osiągnięciu przewagi w pierwszej sesji, w której wygrał pięć pierwszych frame’ów i doprowadził do stanu 5-0 – następnie kontrolując przewagę doprowadził do zwycięstwa 9-4.

## Nagrody
|                               | Nagroda   |
| ----------------------------- | --------- |
| Zwycięzca                     | 35 000 £  |
| Finalista                     | 17 500 £  |
| Półfinalista                  | 8 750 £   |
| Ćwierćfinalista               | 6 500 £   |
| Runda 2                       | 4 275 £   |
| Runda 1                       | 2 750 £   |
| Ostatnia 48.                  | 1 725 £   |
| Ostatnia 64.                  | 1 325 £   |
| Najwyższy break               | 2 000 £   |
| Najwyższy break kwalifikacji  | 500 £     |
| Maksymalny break              | 20 000 £  |
| Maksymalny break kwalifikacji | 1 000 £   |
| Łączna pula nagród            | 225 500 £ |

## Wydarzenia związane z turniejem
- Maltański snookerzysta – Tony Drago, wywalczył awans do fazy telewizyjnej turnieju Welsh Open. 44-letni zawodnik ostatni raz grał w 1/16 turnieju rankingowego w sierpniu 2007 roku (Shanghai Masters)[6].
- Chińczyk Liu Song jest jednym z niewielu snookerzystów grających w okularach. Te okulary mają pewną specyfikę – ich ogniskowa jest przeniesiona nieco ku górze, by zawodnik schylając się do uderzenia miał pełny (wertykalny) ogląd stołu.
- Do półfinałów awansowało czterech zawodników rozstawionych do turnieju z numerami 1-4: 1 – Allister Carter – obrońca tytułu, 2 – John Higgins – aktualny Mistrz świata, 3 – Ronnie O’Sullivan – aktualny lider listy rankingowej, 4 – Stephen Maguire – czwarte miejsce na liście rankingowej.
- Obrońca tytułu, zwycięzca Welsh Open 2009 – Allister Carter wprawdzie doszedł do finału jednak tam przegrał z Johnem Higginsem 4-9. Carter był bardzo blisko osiągnięcia tego, co po raz ostatni udało się O’Sullivanowi w 2005 roku – obronić tytuł rankingowy z poprzedniego roku.

## Sędziowie
- Terry Camilleri
- Alan Chamberlain
- Oliver Martel
- Brendan Moore
- Dave Palmer
- Eirian Williams
- Peter Williamson

## Zawodnicy rozstawieni
W turnieju na 1. pozycji rozstawiony został obrońca tytułu. Jako drugi rozstawiony został aktualny Mistrz świata. Następni gracze byli rozstawiani według kolejności zajmowanej na światowej liście rankingowej.

1. Allister Carter (obrońca tytułu) (F)
2. John Higgins MBE (W)
3. Ronnie O’Sullivan (QF)
4. Stephen Maguire (SF)
5. Shaun Murphy (1R)
6. Ryan Day (QF)
7. Mark Selby (QF)
8. Marco Fu (1R)
9. Neil Robertson (2R)
10. Stephen Hendry MBE (2R)
11. Mark Allen (QF)
12. Joe Perry (1R)
13. Ding Junhui (1R)
14. Peter Ebdon (1R)
15. Mark Williams MBE (SF)
16. Mark King (2R)

## Przebieg turnieju

### 25 stycznia
W dniu inauguracji turnieju Welsh Open zostało rozegranych pięć meczów, z czego jeden z nich (mecz kwalifikacyjny) został przeniesiony z Prestatyn do Newport ze względów komercyjnych.
Pierwszy mecz to właśnie spotkanie fazy kwalifikacyjnej. Barry Pinches stanął naprzeciwko Matthew Stevensa. Zwycięzca tego meczu spotkał się później w pierwszej rundzie turnieju z Shaunem Murphym. Walijczyk Matthew Stevens pokonał, choć po wyrównanym meczu, Barry’ego Pinchesa 5-4. Najwyższy break spotkania: 87 punktów Stevensa.
Drugi, równoległy pojedynek, już fazy zasadniczej turnieju, rozegrali między sobą Barry Hawkins i Peter Ebdon. Pierwsza część spotkania do przerwy przebiegała pod znakiem dominacji Hawkinsa. Na chwilę odpoczynku zawodnicy schodzili przy stanie 4-0 dla Hawkinsa. Po przerwie dominacji Hawkinsa ciąg dalszy. Spotkanie zakończyło się 5-0 na niekorzyść Petera Ebdona. Najwyższy brake spotkania padł w pierwszym framie – 85 punktów Barry’ego Hawkinsa.
Trzecie równoległe spotkanie to mecz Australijczyka Neila Robertsona z Chińczykiem Liu Songiem. Jest to drugie w historii spotkanie tych zawodników – w pierwszym meczu sprzed kilku lat wygrał Robertson (wynikiem 11-5). Na przerwę po 4. framie zawodnicy schodzili przy stanie remisu 2-2. Później mecz był bardziej jednostronny, co przełożyło się na wynik: 5-2 dla Australijczyka. Najwyższy break spotkania, a zarazem jedyny stupunktowy w całym spotkaniu był dziełem Neila Robertsona – 129 punktów.
W sesji popołudniowej odbyły się dwa spotkania pierwszej rundy. W pierwszym z nich przy stole spotkali się: obrońca tytułu – Allister Carter i Mark Davis. Wynik do przerwy: 3-1 dla Cartera. Wynik końcowy: 5-1 dla Cartera. Najwyższy break spotkania: 120 punktów Cartera.
W drugim, rozgrywanym równolegle meczu naprzeciwko siebie stanęli Marco Fu i Andrew Higginson. Pierwsze cztery frame’y wygrał Higginson, dzięki czemu na przerwę zeszli przy stanie 4-0. W drugiej części spotkania reprezentant Hongkongu wygrał tylko dwa frame’y a całe spotkanie zakończyło się wynikiem 5-2 dla Anglika. Breaki stupunktowe wbili obaj zawodnicy jednak najwyższego Higginson – 122 punkty.

### 26 stycznia
Drugiego dnia turnieju rozegrano 7 spotkań pierwszej rundy turnieju.
Pierwszy mecz sesji popołudniowej rozegrali między sobą Mark Allen i Tom Ford. Wprawdzie dwa pierwsze framy wygrał Ford, ale wynik do przerwy wyklarował się już na 2-2. Ostatecznie Allen do końca spotkania nie przegrał żadnego frame’a, a wynik końcowy ustalił na 5-2. W całym spotkaniu najbliżej zdobycia breaka stupunktowego był jednak Tom Ford, wbijając w 2 partii spotkania 91 punktów.
Drugi mecz tejże sesji to pojedynek Marka Kinga i Marcusa Campbella. Według telewizji Eurosport, meczu tego nie można zaliczyć do tych na najwyższym poziomie. Był to długi, nieciekawy mecz, trwający ponad 3 godziny. Najwyższy break spotkania, autorstwa Marka Kinga wyniósł zaledwie 54 punkty. Całe spotkanie zakończyło się wynikiem 5-1 dla Kinga.
W trzecim, równoległym meczu naprzeciwko siebie stanęli Stuart Bingham i Ronnie O’Sullivan. Spotkanie, które od samego początku przebiegało pod znakiem dominacji byłego mistrza świata, zakończyło się wynikiem 5-1 dla O’Sullivana. Było to dość szybkie spotkanie; trwało bowiem razem z przerwą nieco ponad 2 godziny. Autorem najwyższego breaka spotkania był O’Sullivan wbijając w 3 partii 89 punktów.
Po zakończeniu spotkania Bingham – O’Sullivan, o godzinie 16.30 do tegoż stołu podeszli Anglik Shaun Murphy i wczorajszy kwalifikant, Walijczyk Matthew Stevens. Był to pierwszy mecz w tym turnieju, który rozstrzygnął się dopiero w ostatniej partii. Zwycięsko z tego pojedynku wyszedł Matthew Stevens wygrywając 5-4. Mimo wygranej, to jednak Murphy okazał się być autorem najwyższego breaka spotkania – 85 punktów.
Około godziny 17.00 przy drugim stole rozpoczęło się spotkanie Walijczyka Dominica Dale’a i Szkota Stephenem Maguire’em. Ten mecz, podobnie jak poprzedni również rozstrzygnął się w ostatniej partii, w której lepszy okazał się Szkot, zwyciężając wynikiem 5-4. Wcześniej jednak z rezultatu 4-1 dla Maguire’a Dominic Dale doprowadził do remisu 4-4. To także Dale jest autorem najwyższego breaka – 94 punktów.
Podczas ostatniej, wieczornej sesji spotkań tego dnia, przy stole spotkali się: Anglik Dave Harold i wielokrotny Mistrz świata pochodzący ze Szkocji Stephen Hendry. Już w drugim framie tego spotkania padł pierwszy i jedyny break stupunktowy tego dnia – 113 punktów wbite przez Szkota. Stephen Hendry ostatecznie poradził sobie z doświadczonym Dave’em Haroldem ogrywając go 5-1. Szkot w każdej ze zwycięskich partii wbijał powyżej sześćdziesięciu punktów.
Równolegle do meczu Harold – Hendry, na sąsiednim stole rozgrywany był mecz Maltańczyka Tony’ego Drago z Walijczykiem Ryanem Dayem. Tony Drago był zaledwie o parę trafień od awansu do najlepszej szesnastki Welsh Open, jednak w dziewiątej, decydującej partii meczu przegrał spotkanie 4-5 z reprezentantem gospodarzy. Najwyższy break spotkania: 92 punkty Ryana Daya.

### 27 stycznia
Trzeci dzień turnieju Welsh Open 2010. Tego dnia, podobnie jak poprzedniego, rozegrano 7 spotkań, jednak tylko 5 z nich było spotkaniami pierwszej rundy turnieju. Pozostałe 2 mecze rozegrane w sesji wieczornej, były już spotkaniami 2 rundy tej edycji Welsh Open.
Pierwsze spotkanie było pojedynkiem młodego Chińczyka Ding Junhuia z Anglikiem Jamie Copem. Na przerwę schodzili przy stanie meczu 2-2, jednak po przerwie mecz był już bardziej jednostronny. Ostatecznie zakończył się zwycięstwem Anglika 5-3. Obaj zawodnicy w tym spotkaniu wbili po jednym breaku stupunktowym: Junhui – 134, Cope – 123.
Drugi mecz rozegrali między sobą doświadczony Mark J. Williams i Fergal O’Brien. Do regulaminowej przerwy stan meczu wynosił 2-2, jednak po niej w pełni przebieg spotkania kontrolował Mark Williams. Ostatecznie spotkanie to zakończyło się wynikiem 5-2 dla Walijczyka, który także wbił najwyższego breaka w spotkaniu – 112 punktów.
Trzeci pojedynek zgromadził przy snookerowym stole Anglika Joe Perry’ego i kwalifikanta, mistrza świata z 2006 roku, Szkota Graeme’a Dotta. Także i ten mecz do przerwy był wyrównany (wynik do przerwy: 2-2), jednak po przerwie Anglikowi udało się wygrać tylko jedną partię meczu. Końcowy wynik wyklarował się na 5-3 dla Graeme’a Dotta. Najwyższy break spotkania to 129 punktów Joe Perry’ego, wbite w pierwszej partii meczu.
Po południu także odbył się pojedynek aktualnego mistrza świata Johna Higginsa i Michaela Judge’a. Pierwsze cztery frame’y wygrał mistrz świata – w drugim z nich padł pierwszy wysoki break – 105 punktów Higginsa. Na przerwę zawodnicy zeszli przy stanie 4-0. Po powrocie z krótkiego odpoczynku Michael Judge wygrał dwa kolejne frame’y doprowadzając do stanu 4-2. Jednak ostatnią partię najwyższym breakiem meczu (109 punktów) wygrał John Higgins, ostatecznie zwyciężając z Judge’em 5-2.
Równolegle odbywało się spotkanie zwycięzcy poprzedniego, choć nierankingowego turnieju Masters – Marka Selby’ego z kwalifikantem Juddem Trumpem. Do przerwy Trumpowi udało się wygrać tylko jednego z czterech rozegranych frame’ów – wynik ustalił się na 3-1 dla Selby’ego. Po przerwie Trump również zdołał wygrać tylko jedną partię, a swoją dominację w meczu Selby podkreślił w przedostatniej partii wbijając 115-punktowego breaka. Wynik spotkania: 5-2 dla Selby’ego.
Dwa ostatnie mecze, które odbyły się tego dnia podczas wieczornej sesji o godzinie 20, były już pojedynkami drugiej rundy turnieju. W pierwszym z nich naprzeciwko siebie stanęli Ryan Day i Stephen Hendry. Day tego dnia odniósł spektakularny sukces ogrywając Hendry’ego 5-3. Był to już piąty mecz tej pary i dopiero pierwsza wygrana Walijczyka – tym cenniejsza, że w ostatniej partii Day potrzebował dwóch snookerów. Najwyższy break tego spotkania to 75 punktów Stephena Hendrego w 6 partii tegoż spotkania.
Drugi pojedynek drugiej rundy tego dnia przy snookerowym stole zgromadził Allistera Cartera i Neila Robertsona. Pierwszą część spotkania wygrał Carter przypieczętowując prowadzenie 3-1 breakiem 115-punktowym (był to jednocześnie najwyższy break w meczu). Po powrocie z przerwy Carter już do samego końca pojedynku nie oddał prowadzenia, zwyciężając w całym spotkaniu 5-2.

### 28 stycznia
Czwarty dzień Welsh Open 2010. Tego dnia rozegrano sześć pojedynków drugiej rundy turnieju.
Pierwszy mecz to pojedynek aktualnego lidera listy rankingowej Ronniego O’Sullivana i Jamie Cope’a. W całym meczu (efektywny czas gry wyniósł 55 minut) O’Sullivan nie stracił ani jednego frame’a wygrywając z młodszym od siebie Jamie Cope’em 5-0. W całym spotkaniu nie padł ani jeden break stupunktowy, a najwyższy, wbity przez Ronniego O’Sullivana, wyniósł 73 punkty.
Równolegle rozgrywane było także spotkanie reprezentanta Irlandii Północnej Marka Allena z reprezentantem gospodarzy, Walijczykiem Matthew Stevensem. Mimo iż to Stevens w czasie tego meczu wbił dwa breaki stupunktowe (109 i 106 punktów), to jednak nie udało mu się zwyciężyć z Allenem. Jedyny reprezentant Irlandii Północnej w turnieju pokonał Walijczyka w całym spotkaniu 5-2.
Przy trzecim stole zaś spotkali się Szkot Stephen Maguire i Anglik Barry Hawkins. Bez większego problemu, Maguire’owi udało się pokonać Hawkinsa 5-1 (do przerwy 3-1). To także Szkot wbił najwyższego breaka spotkania – 89 punktów w pierwszej partii meczu.
Podczas wieczornej sesji przy pierwszym stole naprzeciwko siebie stanęli Mark J. Williams i Andrew Higginson. Całe spotkanie przebiegało pod znakiem całkowitej dominacji Williamsa, czego odzwierciedleniem jest wynik 5-0. To także Williams wbił najwyższego breaka spotkania – 89 punktów wbite w ostatnim, piątym framie.
Drugie spotkanie to pojedynek dwóch Anglików – Marka Selby’ego z Markiem Kingiem. Breaki w wysokości 50, 45 i 84 punktów dały Selby’emu prowadzenie do przerwy 3-1. Po powrocie do stołu King zneutralizował przewagę Selby’ego doprowadzając do remisu 3-3. Jednak breakami 63- i 71-punktowymi Selby doprowadził do wygrania przez siebie całego spotkania 5-3.
Trzeci pojedynek tej sesji zgromadził przy snookerowym stole dwóch Szkotów: aktualnego mistrza świata – Johna Higginsa i Graeme’a Dotta. Do przerwy Dottowi udało się wygrać tylko jedną partię, przy trzech wygranych Higginsa (breakami 54- i 64-punktowymi). Po powrocie z przerwy nastąpiła dominacja Higginsa, dzięki czemu udało mu się wygrać całe spotkanie 5-1. Najwyższy break spotkania: 64 punkty Johna Higginsa.

### 29 stycznia
Piąty dzień turnieju to dzień w którym rozegrano cztery mecze ćwierćfinałowe.
Pierwszy pojedynek stoczyli ze sobą Anglik Ronnie O’Sullivan i jedyny reprezentant Irlandii Północnej w tym turnieju Mark Allen. To O’Sullivan awansował do najlepszej czwórki Welsh Open pokonując 5-2 Marka Allena. Anglik wprawdzie przegrywał 1-2, ale w kolejnych dwóch frame’ach (w 4. i 5. partii) przypuścił ataki na maksymalne breaki (wynik do przerwy: 2-2). Pierwszy z nich zakończył się na 88 punktach, drugi zaś na 122 punktach (najwyższy break spotkania) i pudle na stojącej na wprost bili zielonej.
Drugi pojedynek ćwierćfinałowy w sesji popołudniowej tego dnia to 11. w historii spotkanie Johna Higginsa z Markiem Selbym (bilans spotkań do tego meczu był korzystniejszy dla Selby’ego, który wygrał 6 z 11 spotkań). Pierwsze trzy partie, breakami kolejno 89-, 67-i 64-punktowymi zwyciężył Higgins. Czwartą partię zwyciężył już Selby doprowadzając do wyniku 3-1. Po powrocie z przerwy Selby’emu także udało się wygrać tylko jednego frame’a. Całe spotkanie zakończyło się wynikiem 5-2 dla Johna Higginsa, który dzięki tej wygranej awansował do półfinału Welsh Open. Najwyższy break w spotkaniu, autorstwa Johna Higginsa padł w pierwszej partii spotkania i wyniósł 89 punktów.
W sesji wieczornej odbył się trzeci ćwierćfinał tego dnia – mecz Szkota Stephena Maguire’a z Walijczykiem Markiem Williamsem. Było to dość jednostronne spotkanie, w którym swoją dominację zaprezentował Stephen Maguire. Williams wygrał tylko jedną partię, a wynik do przerwy wyniósł 3-1 dla Szkota. Po przerwie, breakami 66- i 67-punktowymi Maguire doprowadził do zakończenia meczu wynikiem 5-1, dzięki czemu po raz trzeci z rzędu awansował do półfinału dużego turnieju w tym sezonie. Najwyższego breaka w spotkaniu wbił w czwartej partii Maguire – 88 punktów.
Drugi ćwierćfinał sesji wieczornej, a czwarty tego dnia, rozegrali między sobą obrońca tytułu Allister Carter i reprezentant gospodarzy, Walijczyk – Ryan Day. Do przerwy Carter prowadził 4-0, jednak po powrocie z kwadransa relaksu Walijczyk odrobił część strat doprowadzając do wyniku 4-2. Kolejny, siódmy frame okazał się decydujący dla całego spotkania. Zwyciężył w nim Allister Carter, a w całym spotkaniu rozgromił Daya 5-2, eliminując w ten sposób ostatniego reprezentanta gospodarzy w tym turnieju. To także Carter był autorem najwyższego breaka tego spotkania – w trzecim framie wbił 81 punktów.

### 30 stycznia
Szóstego dnia turnieju rozegrane zostały dwa spotkania półfinałowe.
Pierwszy pojedynek półfinałowy tego turnieju został rozegrany o godzinie 14.00. Zmierzyli się w nim Anglik Allister Carter i Stephen Maguire. Spotkanie to sędziował Peter Williamson.
W trzech pierwszych partiach obrońca tytułu – Allister Carter zdobył blisko trzysta punktów przy zaledwie czterdziestu rywala. Szkot przebudził się dopiero w ostatnim rozdaniu przed regulaminową przerwą – wbił 86 punktów. Po wznowieniu gry obaj półfinaliści wygrywali frame’y na przemian, przy czym jako pierwszy zrobił to Carter powracając na trzy-frame’owe prowadzenie. Anglik do końca pojedynku nie pozwolił zbliżyć się rywalowi na mniej niż dwie partie.
Niecodzienny przebieg miał frame ósmy. Maguire, przegrywając w meczu 2-5, wbił siedem punktów i przy pozycjonowaniu do czarnej ustawił sobie snookera na wszystkie kolory. Mając świadomość tego, że zostawienie łatwego startu do brake'a Carterowi oznacza w praktyce koniec marzeń o awansie do finału, zanominował grę do zielonej. Dotarcie do niej było znacznie trudniejsze niż do stojącej niedaleko czarnej i wymagało użycia trzech band. Szkot sfaulował w kolejnych dziesięciu próbach zanim wreszcie mógł odejść od stołu. Do niechlubnego rekordu następujących po sobie sekwencji „faul i chybienie” zabrakło niewiele. Obecny należy do Dave’a Harolda i wynosi 14 fauli. Jednak mimo tych komplikacji Maguire’owi udało się wygrać tę partię, która okazała się być ostatnią wygraną przez Szkota (wynikiem 91-56).
Po prawie czterogodzinnym meczu wyklarował się ostateczny wynik. Allister Carter wygrał całe spotkanie 6-3 i tym samym awansował do finału Welsh Open 2010.
Drugi pojedynek półfinałowy tego turnieju został rozegrany o godzinie 20.00. Po raz 48. w historii naprzeciwko siebie stanęli aktualny Mistrz świata John Higgins i Numer 1 aktualnej światowej listy rankingowej Ronnie O’Sullivan. Sędzią tego pojedynku był Eirian Williams.
Pierwszą partię tego spotkania rozpoczął Anglik niefortunnym rozbiciem i zostawieniem gry rywalowi. O’Sullivan jednak odpowiedział 52-punktowym czyszczeniem na 58 punktów Higginsa w jednym podejściu. Również w kolejnych frejmach obaj zawodnicy potrzebowali po jednym, góra dwie wizyty przy stole. Czwarta rozdanie przyniosło najwyższego brejka turnieju – Szkot wbił 138 punktów. Zawodnicy zeszli na regulaminową 15-minutową przerwę przy stanie meczu 2-2.
Po wznowieniu pojedynku tempo gry nieco spadło, a zaskakujących chybień więcej miał Anglik. O’Sullivan szczególnie rozczarował od stanu prowadzenia w spotkaniu 4-3, kiedy spudłował przynajmniej trzy bardzo łatwe czerwone i zaczął gubić się przy odstawnych. W starciu z solidniej grającym Higginsem musiało się to zakończyć trzema kolejnymi oddanymi frejmami i porażką w meczu.
Po niespełna trzygodzinnym pojedynku znany był już wynik spotkania. John Higgins – Ronnie O’Sullivan: 6-4.

### 31 stycznia
Był to dzień finału Welsh Open 2010. Tego dnia przy stole spotkali się: obrońca tytułu, Anglik Allister Carter i aktualny Mistrz świata, Szkot John Higgins. Było to piąte w historii spotkanie tych zawodników (w poprzednich czterech spotkaniach zawsze górą był Szkot).
Pierwsza sesja spotkania rozpoczęła się o godzinie 14.30.
Szkot, który swój jedyny triumf w Welsh Open odniósł w 2000 roku, po pierwszych czterech partiach prowadził z Anglikiem do zera mając miażdżącą przewagę w małych punktach: 493-33. W tym czasie zdążył wbić dwie setki – 101 i 137 punktów – oraz 95 i 71 punktów.
Obrońca tytułu próbował ratować sytuację po wznowieniu gry po 15-minutowej przerwie. Udało się to częściowo dopiero przy wyniku 0-5, kiedy zdobył 81 punktów w partii, czyli więcej niż łącznie we wcześniejszych pięciu. Przyzwoitego breaka zanotował dopiero w ostatniej partii sesji, ale przy 66 punktach spudłował łatwą różową do środkowej kieszeni. Na stole pozostawało wtedy 67 punktów. Przy otwartym układzie wydawało się niemal pewne, że okazję wykorzysta Higgins i zakończy sesję z 6-frame’ową przewagą. Czyszczenie niespodziewanie dobiegło końca przy 54 punktach, kiedy Szkot spudłował różową dodatkowo jeszcze gubiąc się z białą. Carter nie musiał już jej nawet dobijać – Higgins poddał partię. Po tym framie obu zawodnikom udało się wygrać jeszcze po jednej partii.
Wynik po pierwszej sesji finałowego meczu Welsh Open: John Higgins – Allister Carter: 6-2.
Druga, wieczorna sesja spotkania rozpoczęła się o godzinie 20.00.
Kolejne cztery frame’y tego spotkania były wygrywane przez zawodników naprzemiennie. W 11. framie spotkania, John Higgins podjął się ataku na breaka maksymalnego, jednak nie trafił dosyć prostej czerwonej odchodząc ze stołu z 72 punktami w breaku. Carter odpowiedział wtedy 73-punktowym czyszczeniem. Schodząc na 15-minutową przerwę w tej sesji stan meczu wynosił 8-4 na korzyść Szkota.
Ostatnią, decydującą partią okazała się być partia 13. wygrana przez Higginsa 76-1. Kiedy Higgins spudłował czerwoną przy 75-punktowej przewadze, gdy na stole pozostało 59 punktów, Carter nie zdecydował się na kontynuowanie gry, potrzebując 3 snookerów. Poddał tę partię.
Ostateczny wynik spotkania finałowego: John Higgins – Allister Carter: 9-4.

## Drabinka turniejowa
|  |                                |                                |                                |                  |        |                             |                             |                             |  |  |                              |                              |                              |  |  |                           |                           |                           |  |  |                       |                       |                       |
|  | Pierwsza runda (Do 5 frame’ów) | Pierwsza runda (Do 5 frame’ów) | Pierwsza runda (Do 5 frame’ów) |                  |        | Druga runda (Do 5 frame’ów) | Druga runda (Do 5 frame’ów) | Druga runda (Do 5 frame’ów) |  |  | Ćwierćfinały (Do 5 frame’ów) | Ćwierćfinały (Do 5 frame’ów) | Ćwierćfinały (Do 5 frame’ów) |  |  | Półfinały (Do 6 frame’ów) | Półfinały (Do 6 frame’ów) | Półfinały (Do 6 frame’ów) |  |  | Finał (Do 9 frame’ów) | Finał (Do 9 frame’ów) | Finał (Do 9 frame’ów) |
|  | Pierwsza runda (Do 5 frame’ów) | Pierwsza runda (Do 5 frame’ów) | Pierwsza runda (Do 5 frame’ów) |                  |        | Druga runda (Do 5 frame’ów) | Druga runda (Do 5 frame’ów) | Druga runda (Do 5 frame’ów) |  |  | Ćwierćfinały (Do 5 frame’ów) | Ćwierćfinały (Do 5 frame’ów) | Ćwierćfinały (Do 5 frame’ów) |  |  | Półfinały (Do 6 frame’ów) | Półfinały (Do 6 frame’ów) | Półfinały (Do 6 frame’ów) |  |  | Finał (Do 9 frame’ów) | Finał (Do 9 frame’ów) | Finał (Do 9 frame’ów) |
|  |                                |                                |                                |                  |        |                             |                             |                             |  |  |                              |                              |                              |  |  |                           |                           |                           |  |  |                       |                       |                       |
|  |                                |                                |                                |                  |        |                             |                             |                             |  |  |                              |                              |                              |  |  |                           |                           |                           |  |  |                       |                       |                       |
|  | Anglia                         | Allister Carter                | 5                              |                  |        |                             |                             |                             |  |  |                              |                              |                              |  |  |                           |                           |                           |  |  |                       |                       |                       |
|  | Anglia                         | Allister Carter                | 5                              |                  |        |                             |                             |                             |  |  |                              |                              |                              |  |  |                           |                           |                           |  |  |                       |                       |                       |
|  | Anglia                         | Mark Davis                     | 1                              |                  |        |                             |                             |                             |  |  |                              |                              |                              |  |  |                           |                           |                           |  |  |                       |                       |                       |
|  | Anglia                         | Mark Davis                     | 1                              |                  |        | Anglia                      | Allister Carter             | 5                           |  |  |                              |                              |                              |  |  |                           |                           |                           |  |  |                       |                       |                       |
|  |                                |                                |                                |                  |        | Anglia                      | Allister Carter             | 5                           |  |  |                              |                              |                              |  |  |                           |                           |                           |  |  |                       |                       |                       |
|  |                                |                                | Australia                      | Neil Robertson   | 2      |                             |                             |                             |  |  |                              |                              |                              |  |  |                           |                           |                           |  |  |                       |                       |                       |
|  | Australia                      | Neil Robertson                 | Australia                      | Neil Robertson   | 2      | 5                           |                             |                             |  |  |                              |                              |                              |  |  |                           |                           |                           |  |  |                       |                       |                       |
|  | Australia                      | Neil Robertson                 |                                |                  |        |                             |                             |                             |  |  |                              |                              |                              |  |  |                           |                           |                           |  |  |                       |                       |                       |
|  |                                | Liu Song                       | 2                              |                  |        |                             |                             |                             |  |  |                              |                              |                              |  |  |                           |                           |                           |  |  |                       |                       |                       |
|  |                                | Liu Song                       | 2                              |                  | Anglia | Allister Carter             | 5                           |                             |  |  |                              |                              |                              |  |  |                           |                           |                           |  |  |                       |                       |                       |
|  |                                |                                |                                |                  |        |                             |                             |                             |  |  |                              |                              |                              |  |  |                           |                           |                           |  |  |                       |                       |                       |
|  |                                |                                | Walia                          | Ryan Day         | 2      |                             |                             |                             |  |  |                              |                              |                              |  |  |                           |                           |                           |  |  |                       |                       |                       |
|  | Szkocja                        | Stephen Hendry                 | Walia                          | Ryan Day         | 2      | 5                           |                             |                             |  |  |                              |                              |                              |  |  |                           |                           |                           |  |  |                       |                       |                       |
|  | Szkocja                        | Stephen Hendry                 |                                |                  |        |                             |                             |                             |  |  |                              |                              |                              |  |  |                           |                           |                           |  |  |                       |                       |                       |
|  | Anglia                         | Dave Harold                    | 1                              |                  |        |                             |                             |                             |  |  |                              |                              |                              |  |  |                           |                           |                           |  |  |                       |                       |                       |
|  | Anglia                         | Dave Harold                    | 1                              |                  |        | Szkocja                     | Stephen Hendry              | 3                           |  |  |                              |                              |                              |  |  |                           |                           |                           |  |  |                       |                       |                       |
|  |                                |                                |                                |                  |        | Szkocja                     | Stephen Hendry              | 3                           |  |  |                              |                              |                              |  |  |                           |                           |                           |  |  |                       |                       |                       |
|  |                                |                                | Walia                          | Ryan Day         | 5      |                             |                             |                             |  |  |                              |                              |                              |  |  |                           |                           |                           |  |  |                       |                       |                       |
|  | Walia                          | Ryan Day                       | Walia                          | Ryan Day         | 5      | 5                           |                             |                             |  |  |                              |                              |                              |  |  |                           |                           |                           |  |  |                       |                       |                       |
|  | Walia                          | Ryan Day                       |                                |                  |        |                             |                             |                             |  |  |                              |                              |                              |  |  |                           |                           |                           |  |  |                       |                       |                       |
|  | Malta                          | Tony Drago                     | 4                              |                  |        |                             |                             |                             |  |  |                              |                              |                              |  |  |                           |                           |                           |  |  |                       |                       |                       |
|  | Malta                          | Tony Drago                     | 4                              |                  |        | Anglia                      | Allister Carter             | 6                           |  |  |                              |                              |                              |  |  |                           |                           |                           |  |  |                       |                       |                       |
|  |                                |                                |                                |                  |        |                             |                             |                             |  |  |                              |                              |                              |  |  |                           |                           |                           |  |  |                       |                       |                       |
|  |                                |                                | Szkocja                        | Stephen Maguire  | 3      |                             |                             |                             |  |  |                              |                              |                              |  |  |                           |                           |                           |  |  |                       |                       |                       |
|  | Hongkong                       | Marco Fu                       | Szkocja                        | Stephen Maguire  | 3      | 2                           |                             |                             |  |  |                              |                              |                              |  |  |                           |                           |                           |  |  |                       |                       |                       |
|  | Hongkong                       | Marco Fu                       |                                |                  |        |                             |                             |                             |  |  |                              |                              |                              |  |  |                           |                           |                           |  |  |                       |                       |                       |
|  | Anglia                         | Andrew Higginson               | 5                              |                  |        |                             |                             |                             |  |  |                              |                              |                              |  |  |                           |                           |                           |  |  |                       |                       |                       |
|  | Anglia                         | Andrew Higginson               | 5                              |                  |        | Anglia                      | Andrew Higginson            | 0                           |  |  |                              |                              |                              |  |  |                           |                           |                           |  |  |                       |                       |                       |
|  |                                |                                |                                |                  |        | Anglia                      | Andrew Higginson            | 0                           |  |  |                              |                              |                              |  |  |                           |                           |                           |  |  |                       |                       |                       |
|  |                                |                                | Walia                          | Mark J. Williams | 5      |                             |                             |                             |  |  |                              |                              |                              |  |  |                           |                           |                           |  |  |                       |                       |                       |
|  | Walia                          | Mark J. Williams               | Walia                          | Mark J. Williams | 5      | 5                           |                             |                             |  |  |                              |                              |                              |  |  |                           |                           |                           |  |  |                       |                       |                       |
|  | Walia                          | Mark J. Williams               |                                |                  |        |                             |                             |                             |  |  |                              |                              |                              |  |  |                           |                           |                           |  |  |                       |                       |                       |
|  | Irlandia                       | Fergal O’Brien                 | 2                              |                  |        |                             |                             |                             |  |  |                              |                              |                              |  |  |                           |                           |                           |  |  |                       |                       |                       |
|  | Irlandia                       | Fergal O’Brien                 | 2                              |                  |        | Walia                       | Mark J. Williams            | 1                           |  |  |                              |                              |                              |  |  |                           |                           |                           |  |  |                       |                       |                       |
|  |                                |                                |                                |                  |        |                             |                             |                             |  |  |                              |                              |                              |  |  |                           |                           |                           |  |  |                       |                       |                       |
|  |                                |                                | Szkocja                        | Stephen Maguire  | 5      |                             |                             |                             |  |  |                              |                              |                              |  |  |                           |                           |                           |  |  |                       |                       |                       |
|  | Anglia                         | Peter Ebdon                    | Szkocja                        | Stephen Maguire  | 5      | 0                           |                             |                             |  |  |                              |                              |                              |  |  |                           |                           |                           |  |  |                       |                       |                       |
|  | Anglia                         | Peter Ebdon                    |                                |                  |        |                             |                             |                             |  |  |                              |                              |                              |  |  |                           |                           |                           |  |  |                       |                       |                       |
|  | Anglia                         | Barry Hawkins                  | 5                              |                  |        |                             |                             |                             |  |  |                              |                              |                              |  |  |                           |                           |                           |  |  |                       |                       |                       |
|  | Anglia                         | Barry Hawkins                  | 5                              |                  |        | Anglia                      | Barry Hawkins               | 1                           |  |  |                              |                              |                              |  |  |                           |                           |                           |  |  |                       |                       |                       |
|  |                                |                                |                                |                  |        | Anglia                      | Barry Hawkins               | 1                           |  |  |                              |                              |                              |  |  |                           |                           |                           |  |  |                       |                       |                       |
|  |                                |                                | Szkocja                        | Stephen Maguire  | 5      |                             |                             |                             |  |  |                              |                              |                              |  |  |                           |                           |                           |  |  |                       |                       |                       |
|  | Szkocja                        | Stephen Maguire                | Szkocja                        | Stephen Maguire  | 5      | 5                           |                             |                             |  |  |                              |                              |                              |  |  |                           |                           |                           |  |  |                       |                       |                       |
|  | Szkocja                        | Stephen Maguire                |                                |                  |        |                             |                             |                             |  |  |                              |                              |                              |  |  |                           |                           |                           |  |  |                       |                       |                       |
|  | Walia                          | Dominic Dale                   | 4                              |                  |        |                             |                             |                             |  |  |                              |                              |                              |  |  |                           |                           |                           |  |  |                       |                       |                       |
|  | Walia                          | Dominic Dale                   | 4                              |                  |        | Anglia                      | Allister Carter             | 4                           |  |  |                              |                              |                              |  |  |                           |                           |                           |  |  |                       |                       |                       |
|  |                                |                                |                                |                  |        |                             |                             |                             |  |  |                              |                              |                              |  |  |                           |                           |                           |  |  |                       |                       |                       |
|  |                                |                                | Szkocja                        | John Higgins     | 9      |                             |                             |                             |  |  |                              |                              |                              |  |  |                           |                           |                           |  |  |                       |                       |                       |
|  | Anglia                         | Ronnie O’Sullivan              | Szkocja                        | John Higgins     | 9      | 5                           |                             |                             |  |  |                              |                              |                              |  |  |                           |                           |                           |  |  |                       |                       |                       |
|  | Anglia                         | Ronnie O’Sullivan              |                                |                  |        |                             |                             |                             |  |  |                              |                              |                              |  |  |                           |                           |                           |  |  |                       |                       |                       |
|  | Anglia                         | Stuart Bingham                 | 1                              |                  |        |                             |                             |                             |  |  |                              |                              |                              |  |  |                           |                           |                           |  |  |                       |                       |                       |
|  | Anglia                         | Stuart Bingham                 | 1                              |                  |        | Anglia                      | Ronnie O’Sullivan           | 5                           |  |  |                              |                              |                              |  |  |                           |                           |                           |  |  |                       |                       |                       |
|  |                                |                                |                                |                  |        | Anglia                      | Ronnie O’Sullivan           | 5                           |  |  |                              |                              |                              |  |  |                           |                           |                           |  |  |                       |                       |                       |
|  |                                |                                | Anglia                         | Jamie Cope       | 0      |                             |                             |                             |  |  |                              |                              |                              |  |  |                           |                           |                           |  |  |                       |                       |                       |
|  |                                | Ding Junhui                    | Anglia                         | Jamie Cope       | 0      | 3                           |                             |                             |  |  |                              |                              |                              |  |  |                           |                           |                           |  |  |                       |                       |                       |
|  |                                | Ding Junhui                    |                                |                  |        |                             |                             |                             |  |  |                              |                              |                              |  |  |                           |                           |                           |  |  |                       |                       |                       |
|  | Anglia                         | Jamie Cope                     | 5                              |                  |        |                             |                             |                             |  |  |                              |                              |                              |  |  |                           |                           |                           |  |  |                       |                       |                       |
|  | Anglia                         | Jamie Cope                     | 5                              |                  |        | Anglia                      | Ronnie O’Sullivan           | 5                           |  |  |                              |                              |                              |  |  |                           |                           |                           |  |  |                       |                       |                       |
|  |                                |                                |                                |                  |        |                             |                             |                             |  |  |                              |                              |                              |  |  |                           |                           |                           |  |  |                       |                       |                       |
|  |                                |                                | Irlandia Północna              | Mark Allen       | 2      |                             |                             |                             |  |  |                              |                              |                              |  |  |                           |                           |                           |  |  |                       |                       |                       |
|  | Irlandia Północna              | Mark Allen                     | Irlandia Północna              | Mark Allen       | 2      | 5                           |                             |                             |  |  |                              |                              |                              |  |  |                           |                           |                           |  |  |                       |                       |                       |
|  | Irlandia Północna              | Mark Allen                     |                                |                  |        |                             |                             |                             |  |  |                              |                              |                              |  |  |                           |                           |                           |  |  |                       |                       |                       |
|  | Anglia                         | Tom Ford                       | 2                              |                  |        |                             |                             |                             |  |  |                              |                              |                              |  |  |                           |                           |                           |  |  |                       |                       |                       |
|  | Anglia                         | Tom Ford                       | 2                              |                  |        | Irlandia Północna           | Mark Allen                  | 5                           |  |  |                              |                              |                              |  |  |                           |                           |                           |  |  |                       |                       |                       |
|  |                                |                                |                                |                  |        | Irlandia Północna           | Mark Allen                  | 5                           |  |  |                              |                              |                              |  |  |                           |                           |                           |  |  |                       |                       |                       |
|  |                                |                                | Walia                          | Matthew Stevens  | 2      |                             |                             |                             |  |  |                              |                              |                              |  |  |                           |                           |                           |  |  |                       |                       |                       |
|  | Anglia                         | Shaun Murphy                   | Walia                          | Matthew Stevens  | 2      | 4                           |                             |                             |  |  |                              |                              |                              |  |  |                           |                           |                           |  |  |                       |                       |                       |
|  | Anglia                         | Shaun Murphy                   |                                |                  |        |                             |                             |                             |  |  |                              |                              |                              |  |  |                           |                           |                           |  |  |                       |                       |                       |
|  | Walia                          | Matthew Stevens                | 5                              |                  |        |                             |                             |                             |  |  |                              |                              |                              |  |  |                           |                           |                           |  |  |                       |                       |                       |
|  | Walia                          | Matthew Stevens                | 5                              |                  |        | Anglia                      | Ronnie O’Sullivan           | 4                           |  |  |                              |                              |                              |  |  |                           |                           |                           |  |  |                       |                       |                       |
|  |                                |                                |                                |                  |        |                             |                             |                             |  |  |                              |                              |                              |  |  |                           |                           |                           |  |  |                       |                       |                       |
|  |                                |                                | Szkocja                        | John Higgins     | 6      |                             |                             |                             |  |  |                              |                              |                              |  |  |                           |                           |                           |  |  |                       |                       |                       |
|  | Anglia                         | Mark Selby                     | Szkocja                        | John Higgins     | 6      | 5                           |                             |                             |  |  |                              |                              |                              |  |  |                           |                           |                           |  |  |                       |                       |                       |
|  | Anglia                         | Mark Selby                     |                                |                  |        |                             |                             |                             |  |  |                              |                              |                              |  |  |                           |                           |                           |  |  |                       |                       |                       |
|  | Anglia                         | Judd Trump                     | 2                              |                  |        |                             |                             |                             |  |  |                              |                              |                              |  |  |                           |                           |                           |  |  |                       |                       |                       |
|  | Anglia                         | Judd Trump                     | 2                              |                  |        | Anglia                      | Mark Selby                  | 5                           |  |  |                              |                              |                              |  |  |                           |                           |                           |  |  |                       |                       |                       |
|  |                                |                                |                                |                  |        | Anglia                      | Mark Selby                  | 5                           |  |  |                              |                              |                              |  |  |                           |                           |                           |  |  |                       |                       |                       |
|  |                                |                                | Anglia                         | Mark King        | 3      |                             |                             |                             |  |  |                              |                              |                              |  |  |                           |                           |                           |  |  |                       |                       |                       |
|  | Anglia                         | Mark King                      | Anglia                         | Mark King        | 3      | 5                           |                             |                             |  |  |                              |                              |                              |  |  |                           |                           |                           |  |  |                       |                       |                       |
|  | Anglia                         | Mark King                      |                                |                  |        |                             |                             |                             |  |  |                              |                              |                              |  |  |                           |                           |                           |  |  |                       |                       |                       |
|  | Szkocja                        | Marcus Campbell                | 1                              |                  |        |                             |                             |                             |  |  |                              |                              |                              |  |  |                           |                           |                           |  |  |                       |                       |                       |
|  | Szkocja                        | Marcus Campbell                | 1                              |                  |        | Anglia                      | Mark Selby                  | 2                           |  |  |                              |                              |                              |  |  |                           |                           |                           |  |  |                       |                       |                       |
|  |                                |                                |                                |                  |        |                             |                             |                             |  |  |                              |                              |                              |  |  |                           |                           |                           |  |  |                       |                       |                       |
|  |                                |                                | Szkocja                        | John Higgins     | 5      |                             |                             |                             |  |  |                              |                              |                              |  |  |                           |                           |                           |  |  |                       |                       |                       |
|  | Anglia                         | Joe Perry                      | Szkocja                        | John Higgins     | 5      | 3                           |                             |                             |  |  |                              |                              |                              |  |  |                           |                           |                           |  |  |                       |                       |                       |
|  | Anglia                         | Joe Perry                      |                                |                  |        |                             |                             |                             |  |  |                              |                              |                              |  |  |                           |                           |                           |  |  |                       |                       |                       |
|  | Szkocja                        | Graeme Dott                    | 5                              |                  |        |                             |                             |                             |  |  |                              |                              |                              |  |  |                           |                           |                           |  |  |                       |                       |                       |
|  | Szkocja                        | Graeme Dott                    | 5                              |                  |        | Szkocja                     | Graeme Dott                 | 1                           |  |  |                              |                              |                              |  |  |                           |                           |                           |  |  |                       |                       |                       |
|  |                                |                                |                                |                  |        | Szkocja                     | Graeme Dott                 | 1                           |  |  |                              |                              |                              |  |  |                           |                           |                           |  |  |                       |                       |                       |
|  |                                |                                | Szkocja                        | John Higgins     | 5      |                             |                             |                             |  |  |                              |                              |                              |  |  |                           |                           |                           |  |  |                       |                       |                       |
|  | Szkocja                        | John Higgins                   | Szkocja                        | John Higgins     | 5      | 5                           |                             |                             |  |  |                              |                              |                              |  |  |                           |                           |                           |  |  |                       |                       |                       |
|  | Szkocja                        | John Higgins                   |                                |                  |        |                             |                             |                             |  |  |                              |                              |                              |  |  |                           |                           |                           |  |  |                       |                       |                       |
|  | Irlandia                       | Michael Judge                  | 2                              |                  |        |                             |                             |                             |  |  |                              |                              |                              |  |  |                           |                           |                           |  |  |                       |                       |                       |
|  | Irlandia                       | Michael Judge                  | 2                              |                  |        |                             |                             |                             |  |  |                              |                              |                              |  |  |                           |                           |                           |  |  |                       |                       |                       |
|  |                                |                                |                                |                  |        |                             |                             |                             |  |  |                              |                              |                              |  |  |                           |                           |                           |  |  |                       |                       |                       |

## Finał
| Finał: Do 9 wygranych frame'ów · Newport Centre, Newport, Walia, 31 stycznia 2010 · Sędzia: Brendan Moore                                                                                              |                    |                 |
| John Higgins | 9 – 4              | Allister Carter |
| Sesja południowa: 128(95)-0, 101(101)-1, 78(71)-24, 137(137)-0, 81(81)-48(38), 13-81(39,36), 94(59)-27, 54(54)-72(66) Sesja wieczorna: 72(72)-33(33), 0-90(60), 72(72)-73(73), 76(40)-49(36), 76(76)-1 |                    |                 |
| 137 | Najwyższy break    | 73              |
| 2 | Breaki stupunktowe | –               |
| 10 | Breaki 50-punktowe | 3               |

## Breaki stupunktowe turnieju zasadniczego
- John Higgins 138, 137, 109, 105, 101
- Ding Junhui 134
- Joe Perry 129
- Neil Robertson 129
- Jamie Cope 123
- Andrew Higginson 122
- Ronnie O’Sullivan 122
- Allister Carter 120, 115
- Mark Selby 115
- Stephen Hendry 113
- Mark J. Williams 112, 102
- Matthew Stevens 109, 106
- Marco Fu 105
- Fergal O’Brien 102

## Statystyki turnieju

### Statystyki pierwszej rundy
|                   | Państwo           | Il. zawodników | % zawodników |
| ----------------- | ----------------- | -------------- | ------------ |
| Anglia            | Anglia            | 15             | 46,88%       |
| Szkocja           | Szkocja           | 5              | 15,63%       |
| Walia             | Walia             | 4              | 12,50%       |
|                   | Chiny             | 2              | 6,25%        |
| Irlandia          | Irlandia          | 2              | 6,25%        |
| Irlandia Północna | Irlandia Północna | 1              | 3,13%        |
| Australia         | Australia         | 1              | 3,13%        |
| Hongkong          | Hongkong          | 1              | 3,13%        |
| Malta             | Malta             | 1              | 3,13%        |

- Liczba uczestników rundy: 32 zawodników
- Liczba rozstawionych zawodników w rundzie: 16
- Liczba nierozstawionych zawodników w rundzie: 16
- Liczba zwycięstw zawodników rozstawionych: 11
- Liczba zwycięstw zawodników nierozstawionych: 5
- Liczba rozegranych partii (maksymalnie możliwa): 114 (144)
- Średnia liczba partii w meczu: 7,13
- Najwyższe zwycięstwo: 5-0
- Liczba meczów rozstrzygniętych w ostatniej partii: 3

### Statystyki drugiej rundy
|                   | Państwo           | Il. zawodników | % zawodników |
| ----------------- | ----------------- | -------------- | ------------ |
| Anglia            | Anglia            | 7              | 43,75%       |
| Szkocja           | Szkocja           | 4              | 25,00%       |
| Walia             | Walia             | 3              | 18,75%       |
| Irlandia Północna | Irlandia Północna | 1              | 6,25%        |
| Australia         | Australia         | 1              | 6,25%        |

- Liczba uczestników rundy: 16 zawodników
- Liczba rozstawionych zawodników w rundzie: 11
- Liczba nierozstawionych zawodników w rundzie: 5
- Liczba zwycięstw zawodników rozstawionych: 8
- Liczba zwycięstw zawodników nierozstawionych: 0
- Liczba rozegranych partii (maksymalnie możliwa): 52 (72)
- Średnia liczba partii w meczu: 6,5
- Najwyższe zwycięstwo: 5-0
- Liczba meczów rozstrzygniętych w ostatniej partii: 0

### Statystyki ćwierćfinałów
|                   | Państwo           | Il. zawodników | % zawodników |
| ----------------- | ----------------- | -------------- | ------------ |
| Anglia            | Anglia            | 3              | 37,50%       |
| Szkocja           | Szkocja           | 2              | 25,00%       |
| Walia             | Walia             | 2              | 25,00%       |
| Irlandia Północna | Irlandia Północna | 1              | 12,50%       |

- Liczba uczestników rundy: 8 zawodników
- Liczba rozstawionych zawodników w rundzie: 8
- Liczba nierozstawionych zawodników w rundzie: 0
- Liczba zwycięstw zawodników rozstawionych: 4
- Liczba zwycięstw zawodników nierozstawionych: 0
- Liczba rozegranych partii (maksymalnie możliwa): 27 (36)
- Średnia liczba partii w meczu: 6,75
- Najwyższe zwycięstwo: 5-1
- Liczba meczów rozstrzygniętych w ostatniej partii: 0

### Statystyki półfinałów
|         | Państwo | Il. zawodników | % zawodników |
| ------- | ------- | -------------- | ------------ |
| Anglia  | Anglia  | 2              | 50,00%       |
| Szkocja | Szkocja | 2              | 50,00%       |

- Liczba uczestników rundy: 4 zawodników
- Liczba rozstawionych zawodników w rundzie: 4
- Liczba nierozstawionych zawodników w rundzie: 0
- Liczba zwycięstw zawodników rozstawionych: 2
- Liczba zwycięstw zawodników nierozstawionych: 0
- Liczba rozegranych partii (maksymalnie możliwa): 19 (22)
- Średnia liczba partii w meczu: 9,5
- Najwyższe zwycięstwo: 6-3
- Liczba meczów rozstrzygniętych w ostatniej partii: 0

## Zmiany na liście rankingowej związane z turniejem

### Sytuacja przed turniejem
Przed turniejem liderem prowizorycznego rankingu na sezon 2009/2010 był John Higgins z 46360 punktami, który wyprzedzał drugiego na liście Ronniego O’Sullivana o 7705 punktów. Trzecią pozycję na liście zajmował Australijczyk Neil Robertson z prawie pięciotysięczno-punktową stratą do O’Sullivana.
Pierwsza lokata Higginsa była niezagrożona, bowiem zwycięzca turnieju otrzymywał 5000 punktów rankingowych, a jego przewaga była znacznie większa. W podobnej sytuacji był drugi na liście – Ronnie O’Sullivan.

### Sytuacja po turnieju
Po rozgrywkach turniejowych czołówka rankingu pozostała bez zmian – 1. Higgins, 2. O’Sullivan, 3. Robertson. Różnica jednak polegała na tym, że zmieniła się różnica punktów pomiędzy tymi zawodnikami. Dzięki zwycięstwie w turnieju John Higgins zwiększył swoją przewagą nad Ronniem O’Sullivanem do 9505 punktów. Jako że Robertson odpadł już w drugiej rundzie turnieju, a O’Sullivan doszedł do półfinału tutaj również zwiększyła się przewaga Anglika nad Australijczykiem – po turnieju wyniosła 6110 punktów.
W pierwszej 16. rankingu prowizorycznego zmieniło się niewiele. Żaden z zawodników nie wypadł poza najlepszą 16., doszło jednak do kilku drobnych przesunięć. Największy awans zanotował reprezentant Irlandii Północnej – Mark Allen awansując z 15. na 12. pozycję. O dwie pozycje awansował też Mark Selby (z 13. na 11.) i Stephen Maguire (z 7. na 5.). O jedną pozycję awansowali: Allister Carter (z 5. na 4.) i Mark J. Williams (z 10. na 9.). Swoje miejsce sprzed turnieju oprócz czołówki rankingu zachował także Ryan Day (8. lokata). Spadek zaś zanotowali Shaun Murphy (-2), Ding Junhui (-1), Stephen Hendry (-1), Marco Fu (-2), Liang Wenbo (-2), Mark King (-1) i Ricky Walden (-2).
W kolejnej 16. rankingu prowizorycznego a zarazem pierwszej 32. tegoż rankingu zaszło nieco więcej zmian. Poza czołową 32. rankingu prowizorycznego wypadli Joe Swail i Jamie Burnett, a na ich miejsce weszli Ken Doherty (31.) i Andrew Higginson (32.). Tutaj z kolei największy awans zanotował Szkot Graeme Dott, który w całym turnieju doszedł zaledwie do 2 rundy, awansując o 8 miejsc, z 28. na 20. miejsce. Największy spadek zaś zanotował Anglik Steve Davis, który nie brał udziału w rozgrywkach przegrywając kwalifikacje, spadając o 4 miejsca, z 23. na 27. pozycję. Różnice miejsc pozostałych zawodników oscylowały wokół 1- lub 2-miejscowego spadku lub awansu. Jedynie Judd Trump (26.) i Stuart Bingham (25.) zachowali swoje lokaty.

## Kwalifikacje
Mecze kwalifikacyjne do turnieju Welsh Open odbyły się w dniach 19 – 22 stycznia 2010 roku w Pontin’s Centre w Prestatyn w Walii. Wyłoniły one 16 zawodników, którzy w pierwszej rundzie turnieju zmierzyli się z najlepszą 16 światowego rankingu snookerowego.

## Drabinka kwalifikacji
|  | Runda 1 Do 5 wygranych partii | Runda 1 Do 5 wygranych partii | Runda 1 Do 5 wygranych partii |  | Runda 2 Do 5 wygranych partii | Runda 2 Do 5 wygranych partii | Runda 2 Do 5 wygranych partii |  | Runda 3 Do 5 wygranych partii | Runda 3 Do 5 wygranych partii | Runda 3 Do 5 wygranych partii |  | Runda 4 Do 5 wygranych partii | Runda 4 Do 5 wygranych partii | Runda 4 Do 5 wygranych partii |
|  |                               |                               |                               |  |                               |                               |                               |  |                               |                               |                               |  |                               |                               |                               |
|  | Anglia                        | Lee Page                      | 5                             |  | Anglia                        | Andy Hicks                    | 5                             |  | Anglia                        | Mark Davis                    | 5                             |  | Irlandia Północna             | Joe Swail                     | 4                             |
|  | Irlandia                      | David Hogan                   | 3                             |  | Anglia                        | Lee Page                      | 2                             |  | Anglia                        | Andy Hicks                    | 1                             |  | Anglia                        | Mark Davis                    | 5                             |
|  |                               |                               |                               |  |                               |                               |                               |  |                               |                               |                               |  |                               |                               |                               |
|  | Anglia                        | Ben Woollaston                | 3                             |  |                               | Liu Song                      | 5                             |  | Anglia                        | Adrian Gunnell                | 2                             |  | Anglia                        | Michael Holt                  | 1                             |
|  | Anglia                        | Shailesh Jogia                | 5                             |  | Anglia                        | Shailesh Jogia                | 0                             |  |                               | Liu Song                      | 5                             |  |                               | Liu Song                      | 5                             |
|  |                               |                               |                               |  |                               |                               |                               |  |                               |                               |                               |  |                               |                               |                               |
|  | Walia                         | Daniel Wells                  | 4                             |  | Anglia                        | Robert Milkins                | 5                             |  | Anglia                        | Stuart Pettman                | 5                             |  | Anglia                        | Dave Harold                   | 5                             |
|  | Tajlandia                     | James Wattana                 | 5                             |  | Tajlandia                     | James Wattana                 | 3                             |  | Anglia                        | Robert Milkins                | 4                             |  | Anglia                        | Stuart Pettman                | 3                             |
|  |                               |                               |                               |  |                               |                               |                               |  |                               |                               |                               |  |                               |                               |                               |
|  | Anglia                        | Simon Bedford                 | 3                             |  | Anglia                        | Peter Lines                   | 2                             |  | Anglia                        | Jimmy Michie                  | 2                             |  | Irlandia Północna             | Gerard Greene                 | 2                             |
|  | Malta                         | Tony Drago                    | 5                             |  | Malta                         | Tony Drago                    | 5                             |  | Malta                         | Tony Drago                    | 5                             |  | Malta                         | Tony Drago                    | 5                             |
|  |                               |                               |                               |  |                               |                               |                               |  |                               |                               |                               |  |                               |                               |                               |
|  | Anglia                        | Lee Spick                     | 1                             |  | Anglia                        | David Gilbert                 | 5                             |  | Anglia                        | Andrew Higginson              | 5                             |  | Anglia                        | Stephen Lee                   | 3                             |
|  | Anglia                        | Jimmy Robertson               | 5                             |  | Anglia                        | Jimmy Robertson               | 3                             |  | Anglia                        | David Gilbert                 | 3                             |  | Anglia                        | Andrew Higginson              | 5                             |
|  |                               |                               |                               |  |                               |                               |                               |  |                               |                               |                               |  |                               |                               |                               |
|  |                               | Li Hang                       | 5                             |  |                               | Jin Long                      | 3                             |  | Anglia                        | Mike Dunn                     | 4                             |  | Irlandia                      | Fergal O’Brien                | 5                             |
|  | Walia                         | Ian Preece                    | 4                             |  |                               | Li Hang                       | 5                             |  |                               | Li Hang                       | 5                             |  |                               | Li Hang                       | 4                             |
|  |                               |                               |                               |  |                               |                               |                               |  |                               |                               |                               |  |                               |                               |                               |
|  | Anglia                        | Chris Norbury                 | 4                             |  | Anglia                        | Jimmy White                   | 5                             |  | Anglia                        | Ian McCulloch                 | 5                             |  | Anglia                        | Barry Hawkins                 | 5                             |
|  | Irlandia Północna             | Jordan Brown                  | 5                             |  | Irlandia Północna             | Jordan Brown                  | 1                             |  | Anglia                        | Jimmy White                   | 4                             |  | Anglia                        | Ian McCulloch                 | 2                             |
|  |                               |                               |                               |  |                               |                               |                               |  |                               |                               |                               |  |                               |                               |                               |
|  | Anglia                        | Matthew Selt                  | 5                             |  | Anglia                        | Rod Lawler                    | 0                             |  | Walia                         | Dominic Dale                  | 5                             |  | Anglia                        | Steve Davis                   | 2                             |
|  | Anglia                        | David Gray                    | 3                             |  | Anglia                        | Matthew Selt                  | 5                             |  | Anglia                        | Matthew Selt                  | 1                             |  | Walia                         | Dominic Dale                  | 5                             |
|  |                               |                               |                               |  |                               |                               |                               |  |                               |                               |                               |  |                               |                               |                               |
|  | Belgia                        | Bjorn Haneveer                | 5                             |  | Anglia                        | John Parrott                  | 2                             |  | Anglia                        | Anthony Hamilton              | 5                             |  | Anglia                        | Stuart Bingham                | 5                             |
|  | Anglia                        | Andrew Norman                 | 1                             |  | Belgia                        | Bjorn Haneveer                | 5                             |  | Belgia                        | Bjorn Haneveer                | 4                             |  | Anglia                        | Anthony Hamilton              | 3                             |
|  |                               |                               |                               |  |                               |                               |                               |  |                               |                               |                               |  |                               |                               |                               |
|  | Tajlandia                     | Atthasit Mahitthi             | w/o                           |  | Irlandia                      | David Morris                  | 5                             |  | Szkocja                       | Alan McManus                  | 5                             |  | Anglia                        | Jamie Cope                    | 5                             |
|  | Szkocja                       | Mark Boyle                    | w/d                           |  | Tajlandia                     | Atthasit Mahitthi             | 1                             |  | Irlandia                      | David Morris                  | 4                             |  | Szkocja                       | Alan McManus                  | 2                             |
|  |                               |                               |                               |  |                               |                               |                               |  |                               |                               |                               |  |                               |                               |                               |
|  | Anglia                        | Stephen Rowlings              | 5                             |  | Anglia                        | Tom Ford                      | 5                             |  | Szkocja                       | Jamie Burnett                 | 4                             |  | Anglia                        | Ricky Walden                  | 4                             |
|  |                               | Mei Xiwen                     | 4                             |  | Anglia                        | Stephen Rowlings              | 2                             |  | Anglia                        | Tom Ford                      | 5                             |  | Anglia                        | Tom Ford                      | 5                             |
|  |                               |                               |                               |  |                               |                               |                               |  |                               |                               |                               |  |                               |                               |                               |
|  | Irlandia Północna             | Patrick Wallace               | 5                             |  | Anglia                        | Barry Pinches                 | 5                             |  | Anglia                        | Martin Gould                  | 4                             |  | Walia                         | Matthew Stevens               | 5                             |
|  | Irlandia                      | Brendan O’Donoghue            | 2                             |  | Irlandia Północna             | Patrick Wallace               | 1                             |  | Anglia                        | Barry Pinches                 | 5                             |  | Anglia                        | Barry Pinches                 | 4                             |
|  |                               |                               |                               |  |                               |                               |                               |  |                               |                               |                               |  |                               |                               |                               |
|  | Anglia                        | Craig Steadman                | 5                             |  | Anglia                        | David Roe                     | 2                             |  | Anglia                        | Rory McLeod                   | 5                             |  | Anglia                        | Judd Trump                    | 5                             |
|  | Anglia                        | Sam Baird                     | 3                             |  | Anglia                        | Craig Steadman                | 5                             |  | Anglia                        | Craig Steadman                | 3                             |  | Anglia                        | Rory McLeod                   | 4                             |
|  |                               |                               |                               |  |                               |                               |                               |  |                               |                               |                               |  |                               |                               |                               |
|  | Anglia                        | Matthew Couch                 | 2                             |  | Anglia                        | Mark Joyce                    | 4                             |  | Szkocja                       | Marcus Campbell               | 5                             |  | Anglia                        | Nigel Bond                    | 1                             |
|  |                               | Zhang Anda                    | 5                             |  |                               | Zhang Anda                    | 5                             |  |                               | Zhang Anda                    | 2                             |  | Szkocja                       | Marcus Campbell               | 5                             |
|  |                               |                               |                               |  |                               |                               |                               |  |                               |                               |                               |  |                               |                               |                               |
|  |                               | Xiao Guodong                  | 5                             |  | Irlandia                      | Joe Delaney                   | 2                             |  | Irlandia                      | Ken Doherty                   | 5                             |  | Szkocja                       | Graeme Dott                   | 5                             |
|  | Walia                         | Michael White                 | 2                             |  |                               | Xiao Guodong                  | 5                             |  |                               | Xiao Guodong                  | 1                             |  | Irlandia                      | Ken Doherty                   | 3                             |
|  |                               |                               |                               |  |                               |                               |                               |  |                               |                               |                               |  |                               |                               |                               |
|  | Tajlandia                     | Noppadol Sangnil              | 4                             |  | Walia                         | Paul Davies                   | 4                             |  | Irlandia                      | Michael Judge                 | 5                             |  |                               | Liang Wenbo                   | 3                             |
|  | Tajlandia                     | Thepchaiya Un-Nooh            | 5                             |  | Tajlandia                     | Thepchaiya Un-Nooh            | 5                             |  | Tajlandia                     | Thepchaiya Un-Nooh            | 1                             |  | Irlandia                      | Michael Judge                 | 5                             |

## Breaki stupunktowe kwalifikacji
- Craig Steadman 143
- Li Hang 138
- Liu Song 133
- Judd Trump 127
- Stephen Rowlings 125
- Fergal O’Brien 125
- Jimmy White 123
- Dominic Dale 119
- Tony Drago 119
- Sam Baird 115
- Tom Ford 110
- Stuart Bingham 110
- Matthew Selt 106, 103
- Ken Doherty 106
- Paul Davies 105
- Alan McManus 103
- David Gilbert 102
- Jamie Cope 102
- Mark Davis 101